# Люксен, Петер
Пете́р Берна́р Люксе́н (фр. Peter Bernard Luccin; род. 9 апреля 1979, Марсель, Франция) — французский футболист, полузащитник.

## Клубная карьера
Начал свою карьеру в клубе «Канн». В дальнейшем выступал за «Бордо», «Олимпик Марсель» и ПСЖ.
Находился в аренде у «Сельты» в сезоне 2001/02 и помог испанскому клубу отобраться на Кубок УЕФА 2002/03. 1 июня 2002 года Люксен перешёл в «Сельту» на постоянной основе, подписав с клубом Примеры четырёхлетний контракт с возможностью продления на дополнительный сезон.
Летом 2004 года, после того как «Сельта» выбыла из Примеры, Люксен перешёл в «Атлетико Мадрид», подписав со столичным клубом четырёхлетний контракт. С 2004 по 2007 год провёл 89 матчей за «матрасников», в которых отметился двумя голами.
31 августа 2007 года Люксен подписал трёхлетний контракт с «Сарагосой», где воссоединился со своим бывшим тренером в «Сельте» Виктором Фернандесом. В последний день летнего трансферного окна 2008 года Люксен был арендован «Расингом Сантандер», рассматриваясь как прямая замена Альдо Душеру, ушедшему в «Севилью». В мае 2009 года получил разрыв передней крестообразной связки и наружного мениска правого колена, из-за чего пропустил весь сезон 2009/10.
В июле 2010 года проходил просмотр в шотландском «Селтике», а в сентябре того же года — в немецком «Кёльне».
Из-за травмы колена Люксен не играл более двух лет. В сентябре 2011 года он подписал контракт с «Лозанной» до конца сезона. 17 апреля 2012 года Люксен покинул «Лозанну», чтобы сосредоточиться на восстановлении от травм.
10 декабря 2012 года Люксен подписал контракт с американским клубом «Даллас». В начале февраля 2013 года во время предсезонной подготовки порвал переднюю крестообразную связку левого колена. Пропустил большую часть сезона MLS 2013 года, сыграв в трёх заключительных матчах. 23 января 2014 года Люксен перезаключил контракт с «Далласом». По окончании сезона 2014 «Даллас» отклонил опцию продления контракта Люксена.

## Международная карьера
В составе сборной Франции до 20 лет Люксен принял участие в молодёжном чемпионате мира 1997, забив два гола в пяти матчах.

## Тренерская карьера
В 2015 году начал тренерскую карьеру в академии «Далласа», работая с возрастными группами до 12, 13 и 14 лет. Имеет тренерскую лицензию УЕФА «B». 9 января 2019 года новый главный тренер «Далласа» Лучи Гонсалес включил Люксена в свой штаб в качестве ассистента. После увольнения Гонсалеса 19 сентября 2021 года он продолжил ассистировать временному главному тренеру Марко Ферруцци. Остался ассистентом и после назначения главным тренером Нико Эстевеса 22 декабря 2021 года. После увольнения Эстевеса 9 июня 2024 года Люксену было поручено временно исполнять обязанности главного тренера «Далласа».

## Личная жизнь
В интервью каналу «Аль-Джазира» Тьерри Анри заявил, что его друг Люксен принял ислам.

## Статистика выступлений
| Клуб                      | Сезон            | Лига             | Лига | Лига | Кубки | Кубки | Еврокубки | Еврокубки | Итого | Итого |
| Клуб                      | Сезон            | Лига             | Игры | Голы | Игры  | Голы  | Игры      | Голы      | Игры  | Голы  |
| ------------------------- | ---------------- | ---------------- | ---- | ---- | ----- | ----- | --------- | --------- | ----- | ----- |
| Канн                      | 1996/97          | Дивизион 1       | 13   | 0    | -     | -     | -         | -         | 13    | 0     |
| Бордо                     | 1996/97          | Дивизион 1       | 11   | 0    | 5     | 0     | -         | -         | 16    | 0     |
| Бордо                     | 1997/98          | Дивизион 1       | 30   | 0    | 5     | 0     | 2         | 0         | 37    | 0     |
| Бордо                     | Итого            | Итого            | 41   | 0    | 10    | 0     | 2         | 0         | 53    | 0     |
| Олимпик Марсель           | 1998/99          | Дивизион 1       | 23   | 1    | 2     | 0     | 10        | 0         | 35    | 1     |
| Олимпик Марсель           | 1999/2000        | Дивизион 1       | 28   | 1    | 3     | 0     | 12        | 0         | 43    | 1     |
| Олимпик Марсель           | Итого            | Итого            | 51   | 2    | 5     | 0     | 22        | 0         | 78    | 2     |
| Пари Сен-Жермен           | 2000/01          | Лига 1           | 26   | 1    | 1     | 0     | 11        | 1         | 38    | 2     |
| Сельта (аренда)           | 2001/02          | Ла Лига          | 33   | 1    | 2     | 0     | 2         | 0         | 37    | 1     |
| Сельта                    | 2002/03          | Ла Лига          | 35   | 1    | -     | -     | 5         | 0         | 40    | 1     |
| Сельта                    | 2003/04          | Ла Лига          | 29   | 5    | 6     | 0     | 6         | 1         | 41    | 6     |
| Сельта                    | Итого            | Итого            | 64   | 6    | 6     | 0     | 11        | 1         | 81    | 7     |
| Атлетико Мадрид           | 2004/05          | Ла Лига          | 29   | 0    | 3     | 0     | -         | -         | 32    | 0     |
| Атлетико Мадрид           | 2005/06          | Ла Лига          | 29   | 2    | 3     | 0     | -         | -         | 32    | 2     |
| Атлетико Мадрид           | 2006/07          | Ла Лига          | 31   | 0    | 4     | 0     | 2         | 0         | 37    | 0     |
| Атлетико Мадрид           | Итого            | Итого            | 89   | 2    | 11    | 0     | 2         | 0         | 102   | 2     |
| Сарагоса                  | 2007/08          | Ла Лига          | 30   | 0    | 2     | 0     | 2         | 0         | 34    | 0     |
| Сарагоса                  | 2008/09          | Сегунда          | 1    | 0    | -     | -     | -         | -         | 1     | 0     |
| Сарагоса                  | Итого            | Итого            | 31   | 0    | 2     | 0     | 2         | 0         | 35    | 0     |
| Расинг Сантандер (аренда) | 2008/09          | Ла Лига          | 23   | 2    | 3     | 0     | 5         | 0         | 31    | 2     |
| Лозанна                   | 2010/11          | Суперлига        | 7    | 1    | 1     | 0     | -         | -         | 8     | 1     |
| Даллас                    | 2013             | MLS              | 3    | 0    | -     | -     | -         | -         | 3     | 0     |
| Даллас                    | 2014             | MLS              | 11   | 0    | 1     | 0     | -         | -         | 12    | 0     |
| Даллас                    | Итого            | Итого            | 14   | 0    | 1     | 0     | 0         | 0         | 15    | 0     |
| Всего за карьеру          | Всего за карьеру | Всего за карьеру | 392  | 15   | 42    | 0     | 57        | 2         | 491   | 17    |